# Se vincessi cento milioni
Se vincessi cento milioni è un film del 1953 diretto da Carlo Campogalliani e Carlo Moscovini strutturato in cinque episodi.

## Trama

### Il tifoso
Il cavalier Ambrogio vorrebbe seguire una partita della Roma, ma a causa di un impegno di lavoro è costretto a rimanere a casa e farsi comunicare le notizie sui risultati dal vicino. Avendo vinto al Totocalcio si trasferirà alle Hawaii.

### L'indossatrice
Un'indossatrice, innamorata di un piazzista, vince al Totocalcio. Si reca a casa dell'uomo per comunicargli la notizia, ma scopre che è già sposato e ha un figlio.

### Il principale
Il proprietario tedesco di una fabbrica di birra è mal sopportato da due dipendenti, Ugo e Alberto, che si accordano per fargli una pernacchia. Però il proprietario vince al totocalcio e decide di chiudere la fabbrica, licenziare il personale e tornare in Germania dopo aver fatto lui la pernacchia.

### Il pensionato
Il signor Ventura ricerca il cavalier Greppi (che è senza soldi e senza un luogo dove dormire) per comunicargli la vincita al Totocalcio di cento milioni. Alla fine Ventura scopre che Greppi si è suicidato ma trova la ricevuta della giocata nel cappello lasciato dall'uomo.

### Il promesso... sposato
I proprietari di una trattoria, che giocano ripetutamente al Totocalcio, scoprono nello stesso giorno che il figlio deve sposarsi con una ragazza e, con l'arrivo di un giornalista, che hanno anche vinto cento milioni.